# Parafia Matki Boskiej Częstochowskiej w Warszawie
Parafia Matki Boskiej Częstochowskiej w Warszawie – parafia rzymskokatolicka należąca do dekanatu śródmiejskiego, archidiecezji warszawskiej, metropolii warszawskiej Kościoła katolickiego, znajdująca się w Warszawie, w dzielnicy Śródmieście.
Na terenie parafii, przy ulicy Łazienkowskiej 14, znajdują się również Ośrodek Duszpasterski Rodziny Rodzin im. Stefana Kard. Wyszyńskiego, kościół Matki Bożej Jasnogórskiej, siedziba Radio Plus Warszawa (dawniej Radio Józef), a od maja 2010 roku Monastyczne Wspólnoty Jerozolimskie.

## Historia

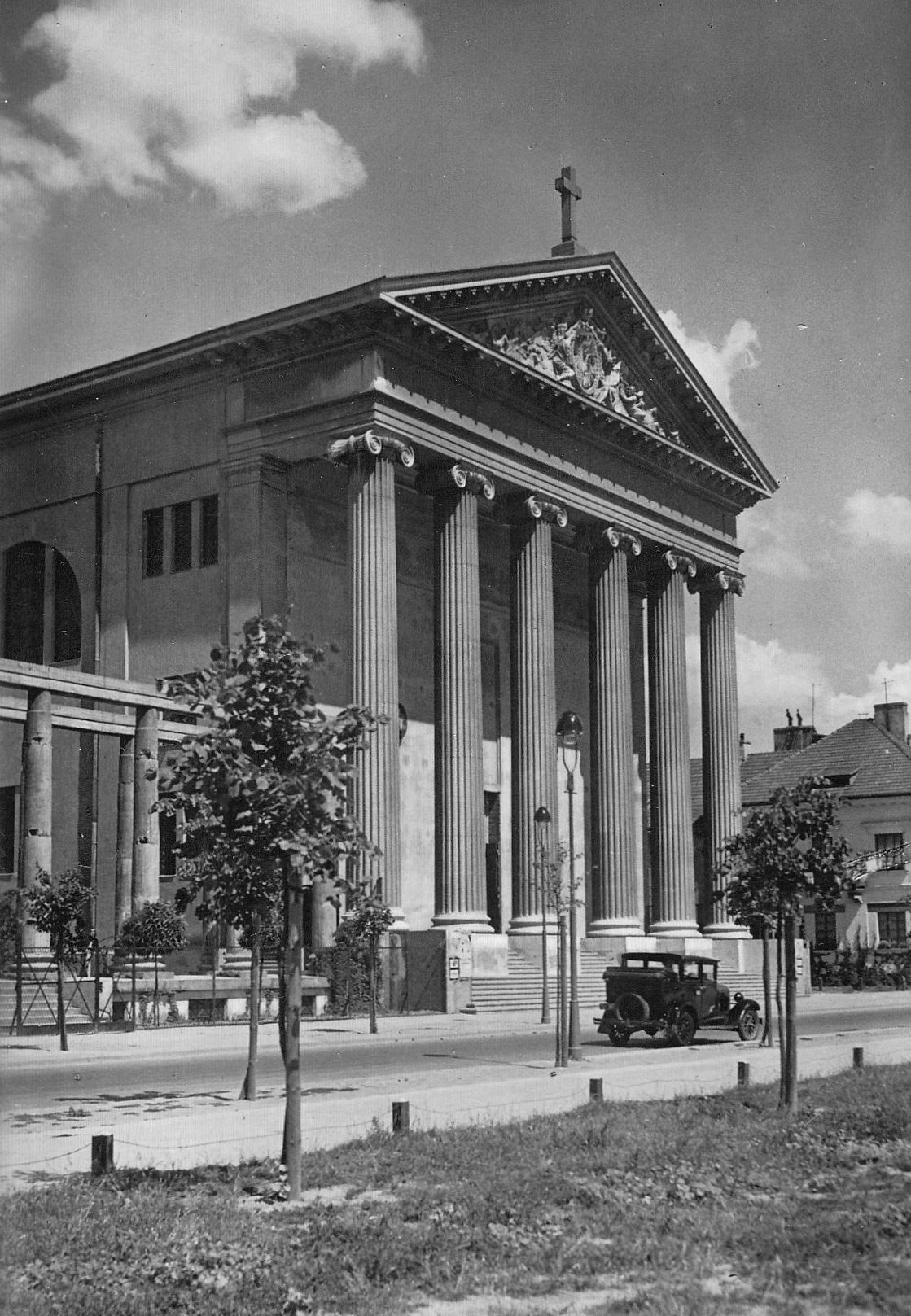
Nieistniejący kościół parafialny przy ul. Łazienkowskiej

- W latach 1907–1908 powstał ośrodek duszpasterski przy ul. Łazienkowskiej. Zostaje wybudowana kaplica przez ks. Wacława Rytla.
- 5 lipca 1919 roku ks. arcybiskup Aleksander Kakowski erygował parafię pod wezwaniem Matki Boskiej Częstochowskiej[1]. Pierwszym proboszczem został ks. Marceli Ryniewicz.
- Budowę kościoła parafialnego przy ul. Łazienkowskiej rozpoczęto w 1923 roku według projektu Hugona Kudery.
- W 1933 roku ks. kard. Kakowski konsekruje nową świątynię. W uroczystości uczestniczy prezydent Ignacy Mościcki oraz marszałek Józef Piłsudski. Wraz z kościołem wybudowano plebanię i dzwonnicę.
- W czasie powstania warszawskiego we wrześniu 1944 roku świątynia zostaje zniszczona przez niemieckie bomby[2]. W murach kościoła zginęło kilkadziesiąt osób.
- W 1968 roku proboszczem został ks. Adam Tymieniecki. W związku z budową Trasy Łazienkowskiej wyrażono zgodę na przeniesienie siedziby parafii i budowę kościoła oraz plebanii przy ul. Zagórnej 5.
- W 1979 roku ks. kard. Stefan Wyszyński Prymas Polski wmurowuje kamień węgielny pochodzący z jasnogórskiego klasztoru. Kościół powstaje według projektu architektów: Stanisława i Piotra Marzyńskich.
- W 1983 roku bp. Jerzy Modzelewski poświęca nową świątynię usytuowaną na pobojowisku czerniakowskiego przyczółka, gdzie trwały walki powstańcze zgrupowań „Kryska”, Radosław", „Parasol”, „Miotła”, „Zośka”. W prezbiterium i w różnych punktach kościoła umieszczone są tablice pamiątkowe związane z ugrupowaniami walczącymi w powstaniu warszawskim.
- Przy kościele powstało tzw. „Środowisko Zagórnej”, skupiające działaczy ruchu narodowego[3].
- W 1993 roku ks. kard. Józef Glemp Prymas Polski dokonuje konsekracji świątyni. W następnym roku Jego Eminencja Ksiądz Prymas oraz ks. bp. Piotr Jarecki dokonują konsekracji trzech dzwonów wykonanych przez firmę Felczyńskich.
- W 1994 roku na emeryturę odchodzi ks. prałat Adam Tymieniecki.
- W latach 1994–2003, do swojej śmierci, proboszczem parafii był ks. Stefan Księżopolski.
- Od roku 2004 proboszczem jest ks. dr Włodzimierz Artyszuk.

## Duchowni (2024)
- proboszcz – ks. prałat dr Włodzimierz Artyszuk
- wikariusz – ks. Michał Miecznik
- wikariusz – ks. Piotr Filipczak
- rezydent – ks. kanonik Jarosław Wasielewski

## Siostry Dominikanki (2016)
- s. Kornelia – siostra przełożona
- s. Julianna – siostra zakrystianka
- s. Helena – organistka
- s. Rozalia – katechetka
- s. Michalina – katechetka

## Wspólnoty

### Służba liturgiczna męska
Wspólnota Służby liturgicznej składa się z kandydatów na ministrantów, ministrantów oraz lektorów. Każdy ze stopni formacji ma swoją charakterystykę oraz swój zakres obowiązków. Opiekunem jest ks. Konrad.

### Akcja Katolicka
Akcja Katolicka parafii została powołana do życia 1 marca 2005 roku dekretem ks. Prymasa Józefa Glempa. Asystentem Akcji jest proboszcz, ks. prałat Włodzimierz Artyszuk. Celem Akcji Katolickiej jest pogłębienie formacji chrześcijańskiej jej członków oraz współpraca świeckich z duszpasterzami w realizacji misji Kościoła. Przewodniczącą jest wiceprezes Diecezjalnego Instytutu Akcji Katolickiej Cecylia Melnik.

### Wspólnoty neokatechumenalne
W parafii są trzy wspólnoty neokatechumenalne, skupiające razem ok. 80 osób. Każda wspólnota prowadzi działalność formacyjną przez uczestnictwo w Eucharystii, Liturgii Słowa i konwiwencjach. Wspólnoty biorą czynny udział w życiu parafialnym. 

### Żywy Różaniec
Żywy Różaniec istnieje już od dawna i przynosi wielkie korzyści duchowe tym wszystkim, którzy do Niego należą. W Kołach Żywego Różańca, odmawia się ten sam różaniec, którym zwykle posługujemy się w życiu codziennym, z tą różnicą, że zwykły różaniec odmawia się całościowo lub częściami. W Żywym Różańcu zaś kółko złożone z 20 osób – które nazywa się Różą – odmawia codziennie tylko jedną tajemnicę różańca (10 x Zdrowaś Mario).

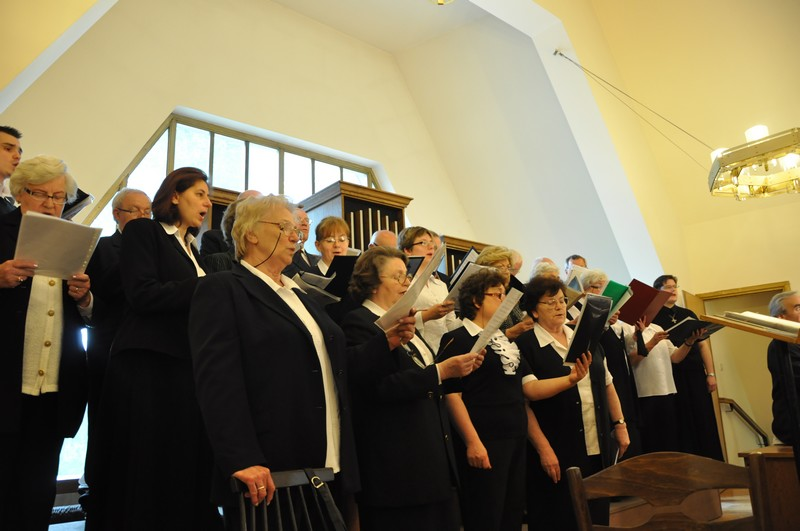
Chór podczas Bożego Ciała

 Każdy z członków odmawia inną tajemnicę, w ten sposób cała Róża modli się jedną częścią różańca świętego. Jest to jedna z najpiękniejszych modlitw tak bardzo znanych i polecanych przez Kościół swoim wiernym. Ojciec Święty Jan Paweł II często mówił, że różaniec jest Jego ukochaną modlitwą. W parafii Żywy Różaniec powstał zaraz po II wojnie światowej, jeszcze przy ul. Łazienkowskiej, a teraz działają trzy Róże (60 osób).

### Chór parafialny
Chór parafialny – liczy około 35 osób. Istnieje od listopada 2004 r. Chór śpiewa w niedzielę podczas Mszy Świętej o godz. 10.00. Dwa razy w tygodniu Chór spotyka się na próbach. Chórem opiekuje się i muzycznie prowadzi s. Helena.

### Służba Liturgiczna Żeńska – Bielanki
Grupa maryjna dziewcząt działa w parafii Matki Bożej Częstochowskiej od roku 1995. Należą do niej dziewczęta w wieku szkolnym, które pragną naśladować Maryję, która jest pierwszym i zawsze najbardziej aktualnym wzorem i ideałem życiowym dla dziewcząt. Podczas spotkań pogłębiają swoją wiarę, wiedzę religijną oraz przyjemnie spędzają czas na zabawie, która integruje grupę. Stałym punktem spotkań jest modlitwa oraz przygotowanie do głębszego przeżycia wydarzeń roku liturgicznego. Zasadniczym zadaniem Bielanek jest pomoc w przygotowaniu i przeprowadzeniu procesji w ustalone dni roku kościelnego oraz czynny udział w liturgii. Obecnie grupą opiekuje się s. Kornelia.

## Gazetka parafialna "Lilia"
Pierwszym redaktorem naczelnym "Lilii" był śp. ks. Grzegorz Fabiński. Powstała ona w roku 2006/2007. Została ona bardzo miło przyjęta, dlatego nakład wynosi około 300-400 egzemplarzy. Jest ona tygodnikiem, która ukazuje się co niedzielę. W gazetce znajdują się: Ewangelia, adresy do czytań niedzielnych, komentarz do Ewangelii, ogłoszenia parafialne, intencje tygodniowe oraz artykuły.